# Кінненська сільська рада
Кі́нненська сільська́ ра́да — адміністративно-територіальна одиниця та орган місцевого самоврядування в Лозівському районі Харківської області. Адміністративний центр — селище Кінне.

## Загальні відомості
Кінненська сільська рада утворена в 1979 році.
- Територія ради: 52,382 км²
- Населення ради: 760 осіб (станом на 2001 рік)

## Населені пункти
Сільській раді були підпорядковані населені пункти:
- с-ще Кінне
- с-ще Лагідне

## Склад ради
Рада складалася з 14 депутатів та голови.
- Голова ради: Лантух Володимир Іванович
- Секретар ради: Шевченко Надія Миколаївна

### Керівний склад попередніх скликань
| Прізвище, ім'я, по батькові | Основні відомості                                                                                  | Дата обрання | Дата звільнення |
| --------------------------- | -------------------------------------------------------------------------------------------------- | ------------ | --------------- |
| Лаптєв Валерій Пилипович    | Сільський голова, 1949 року народження, позапартійна                                               | 26.03.2006   | 31.10.2010      |
| Бєлік В'Ячеслав Іванович    | Сільський голова, 1966 року народження, освіта середня загальна, член Комуністичної партії України | 31.10.2010   | 11.12.2011      |
| Лантух Володимир Іванович   | Сільський голова, 1962 року народження, освіта вища                                                | 11.12.2011   |                 |

Примітка: таблиця складена за даними сайту Верховної Ради України

### Депутати
За результатами місцевих виборів 2010 року депутатами ради стали:

#### За суб'єктами висування
| Суб'єкт висування           | Кількість обраних депутатів | %    |
| --------------------------- | --------------------------- | ---- |
| Партія регіонів             | 13                          | 92,9 |
| Комуністична партія України | 1                           | 7,1  |

#### За округами
| № округу                    | Прізвище, ім'я, по батькові     | Дата визнання обраним | Освіта             | Партійна приналежність | Відомості про обраного депутата           |
| --------------------------- | ------------------------------- | --------------------- | ------------------ | ---------------------- | ----------------------------------------- |
| Комуністична партія України |                                 |                       |                    |                        |                                           |
| 14                          | Савченко Лариса Пантеліївна     | 02.11.2010            | середня            | позапартійна           | пенсіонер                                 |
| Партія регіонів             |                                 |                       |                    |                        |                                           |
| 1                           | Кравченко Мирослав Анатолійович | 02.11.2010            | середня            | позапартійний          | ДП «Кінзавод 124», бригадир               |
| 2                           | Данилюк Володимир Васильович    | 02.11.2010            | середня            | позапартійний          | ДП «Кінзавод 124», коневод                |
| 3                           | Кисіль Олександр Вікторович     | 02.11.2010            | вища               | позапартійний          | ДП «Кінзавод 124», заступник директора    |
| 4                           | Тищенко Олена Олександрівна     | 02.11.2010            | вища               | позапартійна           | ДП «Кінзавод 124», бухгалтер              |
| 5                           | Ярута Тетяна Олександрівна      | 02.11.2010            | середня            | позапартійна           | Кінненська сільська рада, соц.. працівник |
| 6                           | Шевченко Надія Миколаївна       | 02.11.2010            | середня спеціальна | позапартійна           | Кінненська сільська рада, секретар        |
| 7                           | Гаркавенко Олена Петрівна       | 02.11.2010            | середня спеціальна | позапартійна           | ДП «Кінзавод 124», помічник зав. току     |
| 8                           | Гончарова Олена Вікторівна      | 02.11.2010            | вища               | позапартійна           | ДП «Кінзавод 124», бухгалтер              |
| 9                           | Верховодова Тетяна Іванівна     | 02.11.2010            | вища               | позапартійна           | Кінненська загальноосвітня школа, вчитель |
| 10                          | Левченко Людмила Іванівна       | 02.11.2010            | вища               | позапартійна           | пенсіонер                                 |
| 11                          | Бурлаченко Юрій Сергійович      | 02.11.2010            | середня            | позапартійний          | ДП «Кінзавод 124», головний вет. лікар    |
| 12                          | Максимова Ганна Олександрівна   | 02.11.2010            | вища               | позапартійна           | ДП «Кінзавод 124», ваговик                |
| 13                          | Копа Наталія Василівна          | 02.11.2010            | середня            | позапартійна           | тимчасово не працює                       |